# Búfalo-bumbá
O búfalo-bumbá é uma variante do bumba meu boi tradicional, criado por Mestre Damasceno em Salvaterra, Ilha de Marajó, Pará.

## História
A figura do búfalo-bumbá foi delineada por Mestre Damasceno em 1989, com o Boi Bela Prenda, mas a denominação só foi dada em 2012, durante as gravações do documentário Mestre Damasceno – O Resplendor da Resistência Marajoara, dirigido por Guto Nunes. A apresentação é uma peça de teatro de rua, com acompanhamento musical, onde o Mestre escreve os enredos e os diálogos, bem como participa da criação dos figurinos.

## Manifestação popular
Segundo Mestre Damasceno,
O búfalo-bumbá é uma brincadeira de uma raça de boi
justificando sua criação como uma variante do bumba meu boi de outras regiões da Amazônia.
Numa entrevista em 2012, Mestre Damasceno defende a visão de que as manifestações culturais como o boi-bumbá, transcendem a mera imagem do folguedo popular:
Às vezes a gente fala em cultura, quando se fala em cultura a pessoa pensa que a cultura é só colocar o boi-bumbá, é só colocar o pássaro ou cantar o carimbó. Não gente! Isso ai é o afigurado da cultura. Eu gosto de dizer que a cultura em si ela tá em toda parte, tá nos animais, tá nas árvores, eu até cheguei a falar para os professores da UEPA, que nos estudos, eu cheguei a estudar, eu sei que o animal mais útil do mundo é o boi, é o animal que tem a maior cultura nacional.
Em outra entrevista, concedida em 2023, Mestre Damasceno fala sobre a importância do boneco do búfalo:
O Búfalo-Bumbá foi ideia minha mesmo, depois que eu vi que temos que falar sobre a nossa região. E como trabalho com a cultura popular, achei de inventar o Búfalo-bumbá, porque a o búfalo é o caboclo marajoara. Quando você fala que vai para o Marajó, sabe que vai andar de búfalo, tomar leite, comer queijo de búfalo, e por quê não brincar com o boneco do búfalo-bumbá?!
Mestre Damasceno é um amo de Boi reconhecido no Marajó e no Estado do Pará em virtude da sua história com o Búfalo-Bumbá. Seus festejos e eventos têm grande adesão da comunidade, inclusive a escolar, que leva bois e personagens para participarem da brincadeira popular.
A manifestação popular surgiu em 1973, quando Mestre Damasceno colocou o 1º Boi-Bumbá da carreira, chamado “Estrela de Ouro”. Desde então, muitos outros bois-bumbás vieram, entre nascimentos, batizados, mortes, ressurreições e retornos de Bois fugidos. Apenas em 2012 veio o nome "Búfalo-Bumbá", apesar de já utilizar o afigurado do Búfalo há muitos anos.
O Teatro Popular do Búfalo-Bumbá de Mestre Damasceno vai às ruas todo mês de Junho, sendo o dia 13/06 o seu dia oficial da abertura da quadra junina. Após isso, o Mestre apresenta o Búfalo-Bumbá nas escolas, centros paroquiais, comunidades quilombolas, escolas, associações e outras festas juninas. Entrando no mês de Julho, o Mestre leva o Búfalo-Bumbá para os seus Cortejos Culturais nos domingos das férias escolares, marcado por grande público, que está visitando a cidade durante o período de férias escolares. Após isso, o Búfalo-Bumbá se apresenta no Festival de Boi-Bumbá de Mestre Damasceno, um festival marajoara que agrega a cultura dos Bois-Bumbás de Salvaterra, e que tem a finalidade de fortalecer a cultura do Boi/Búfalo-Bumbá na Região do Marajó.

## Acessibilidade às pessoas com deficiência
Mestre Damasceno é uma pessoa com deficiência visual desde os 18 anos, e por este motivo, precisa de alguém para descrever as cenas, posição dos artistas, figurinos. Ele também define vários detalhes da criação através do que ouve e toca.
Sendo a deficiência visual uma característica do idealizador do Búfalo-Bumbá, a acessibilidade é uma preocupação constante, de modo que suas manifestações culturais sempre incluem pessoas com deficiência, tanto no seu próprio grupo do Búfalo-Bumbá, quanto nos grupos dos bois convidados, a exemplo do Boi-Bumbá Estrela Brilhante, da Associação de Deficientes, Pais e Amigos de Salvaterra (ADPAS), que tem como brincantes os seus alunos, pais e professores.
Além disso, seus eventos contam com um espaço de acessibilidade, com uma área exclusiva para idosos, pessoas com deficiência e pessoas com mobilidade reduzida, garantindo-lhes pleno acesso/visão para as apresentações.